# توبوفيليا
توبوفيليا (بالإنجليزية: Topophilia)‏ (من "TOPOS" اليونانية «مكان» «و-philia» «حب») هو شعور حب وارتباط قوي بالمكان، وعادةً ما يختلط الشعور بالهوية الثقافية عند بعض الأشخاص، ويرافقه حب لجوانب معينة تذكر بأماكن محددة وتشبهها.

## تاريخ المصطلح
تبدأ السيرة الذاتية لألان واتس «على طريقتي الخاصة» (1972) بجملة: «توبوفيليا هي كلمة اخترعها الشاعر البريطاني جون بيتجمان عن حب خاص للأماكن الغريبة». لكن الشاعر ويستن هيو أودن هو أول من استخدم المصطلح في مقدمة عام 1948 لكتاب جون بيتجمان الشعري «بقعة بلا تدفق» (Slick but Not Streamined)، مشددًا على أن المصطلح «ليس لديه الكثير من القواسم المشتركة مع حب الطبيعة» ولكنه يعتمد على المناظر الطبيعية المليئة بالشعور بالتاريخ. ظهر هذا المصطلح فيما بعد لدى الفيلسوف الفرنسي جاستون باشلارد المتأثر بشدة في شاعرية الفضاء (1958). واستخدمه يي فو توان كمصطلح للعلاقة العاطفية بين الشخص والمكان كجزء من تطوره للجغرافيا الإنسانية. جيمس دبليو جيبسون، في كتابه رينسهتف (2009) يناقش أيضًا بأن توبوفيليا أو «حب المكان» هو ارتباط ثقافي وثيق بيولوجيًا بالمكان. ويقول جيبسون إن مثل هذه الروابط دمرتها في الغالب الحداثة ولكنه يضيف بأن «المزيد والمزيد من الناس يحاولون إعادة اختراعها».